# Frédéric Bazille
Jean Frédéric Bazille (Montpellier, 1841. december 6. – Beaune-la-Rolande, 1870. november 28.) francia impresszionista festő.

## Családja, kora ifjúsága

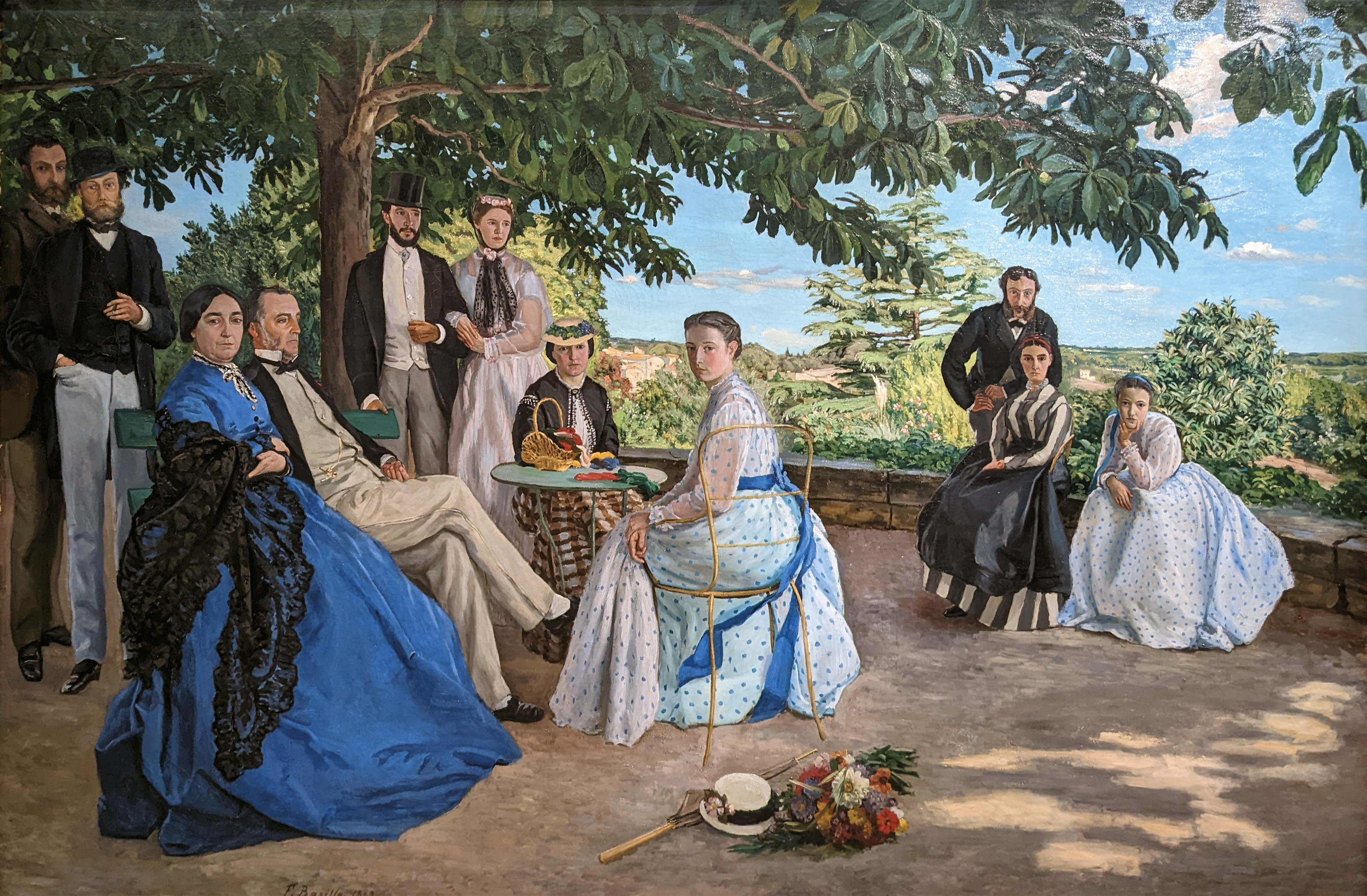
Bazille 1867-es képe családjáról, ő maga a bal szélen áll

Bazille Montpellier-ben, a mai Hôtel Périer épületében, családja házában született, Gaston és Camille (lánynevén Vialars) Bazille fiaként. Mindkét szülő a város befolyásos protestáns felső középosztályából származott, 1840-ben házasodtak össze. Frédéric Bazill után, 1845-ben még egy fiuk született, Marc. A családnak két másik ingatlanja is volt a városhoz közeli Méric-ben és Saint-Sauveur-ban.
A Bazille-ok családfája a 17. századig vezethető vissza. Voltak közöttük lakatos- és lőfegyvergyártó mesterek, majd aranyművesek és kereskedők. 1798-ban Marc Antoine Bazille-t kinevezték a helyi adminisztráció vezetőjének és a kereskedelmi tanács tagjának. Ernest Jean Jacques Bazille (1783-1835) mezőgazdász volt, aki Laure Tendont (1786-1835) vette feleségül, frigyükből született a festő apja, Gaston Bazille, aki jogot végzett, majd mezőgazdász lett, miután felesége nagy birtokot örökölt. 
Apja az elsők között volt Franciaországban, aki amerikai szőlőfajokkal küzdött a filoxéra-károk ellen. Elnöke volt az hérault-i mezőgazdasági egyesületnek. Polgármester-helyettes volt, majd 1879-ben szenátusi tagnak választották. Anyja családja toulouse-i eredetű volt, dédapja gazdag kereskedőként komoly vagyont hagyott örököseire. A Bazille-ok művelt, kultúrát szerető emberek voltak generációk óta. 1779-ben a család részt vett a városi szépművészeti társaság (Société des beaux-arts de Montpellier) létrehozásában. A francia direktórium idején Marc Antoine Bazille-t megbízták a születő városi múzeum gazdagításával, és ő párizs múzeumokból kért festményeket, rajzokat a belügyminisztertől.
Iskolaéveiről keveset tudni, a városi bentlakásos iskolába járt, majd a helyi líceumban folytatta, ahol Auguste Comte is tanult korábban. Az iskolában kifejezetten fontosnak tekintették a rajzoktatást. 1859. szeptember 9-én beiratkozott a montpellier-i egyetem orvosi fakultására, ahol 1862. augusztus 29-én végzett.

## Pályafutása

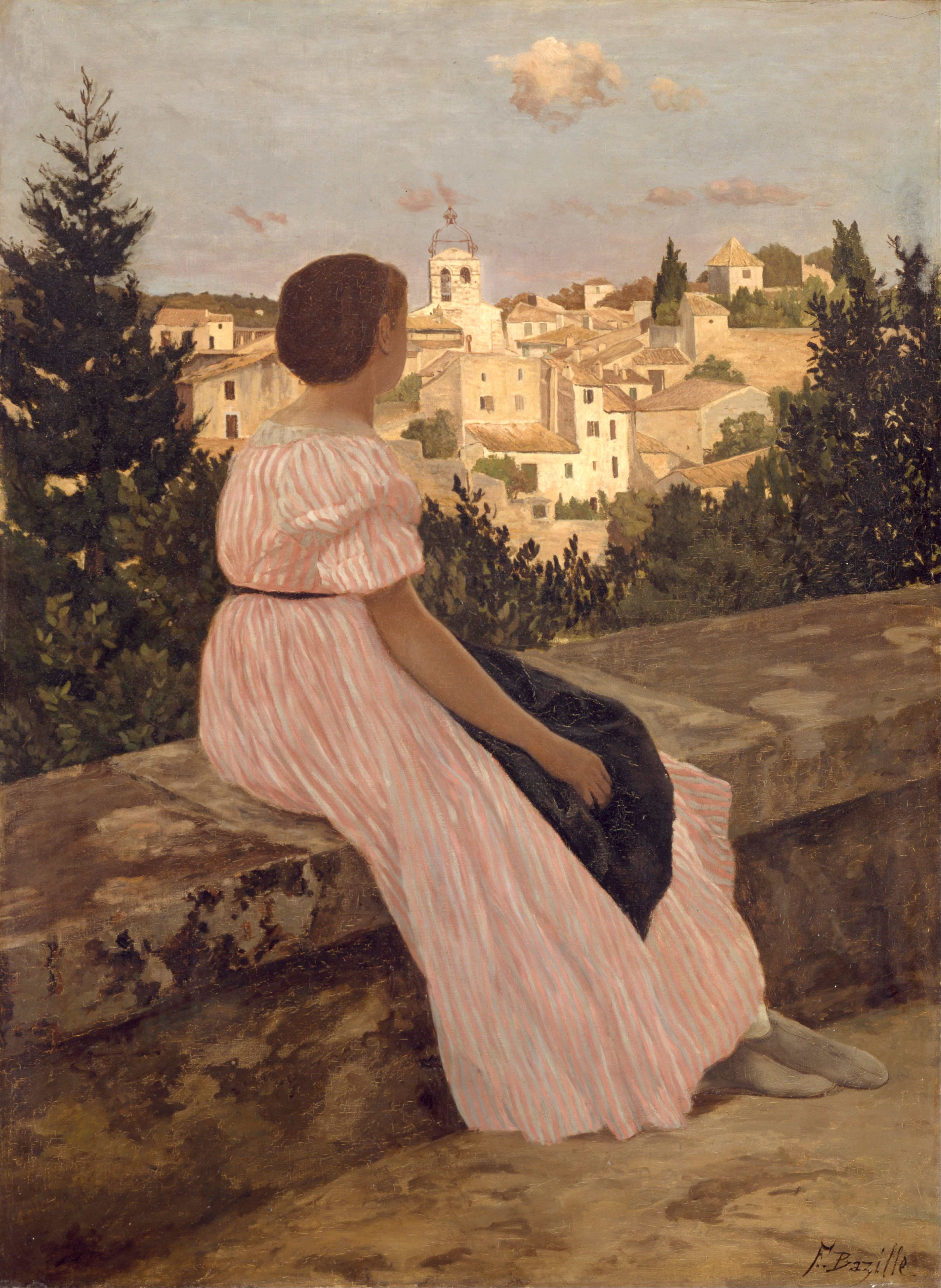
A rózsaszín ruha

Egyetemi évei alatt kezdett rajzolni, festeni, szobrászkodni, ebben először Joseph Baussan, majd fia, Auguste Baussan segítette. Mindketten rajzolók és szobrászok voltak, utóbbi idővel a városi szépművészeti iskola professzora lett. Auguste Baussan nemcsak mestere, hanem barátja is volt, közös társaságba jártak, gyakran együtt vadásztak. Bazille még azután is, hogy Párizsba költözött, kikérte Joseph Baussan tanácsait, bemutatta neki alkotásait, és nyári otthoni tartózkodásai alatt újra leckéket vett tőle.
Bazille 1862. novemberben költözött Párizsba, hogy megkezdje művészkarrierjét, de apja támogatásának feltétele volt, hogy folytassa orvosi tanulmányait, ezért ott is beiratkozott az egyetemre. A rue Jacob 50. alatt működő Pillioud penzióban szállt meg, amely Párizs geográfiai és művészet központjában feküdt. Bazille-t november 8-án egy montpellier-i osztálytársának barátja bemutatta Charles Gleyre svájci festőnek, és másnap megkezdte képzőművészeti tanulmányait nála. November 17-én az egyetemre is beiratkozott, és ettől kezdve napjait kitöltötte a rajzolás és a tanulás. Gleyre műtermében megismerkedett Claude Monet-val, Pierre-Auguste Renoirral és Alfred Sisley-vel.
Bazille családjának írt leveléből tudni, hogy az első képet 1863. márciusban festette, mestere addig csak rajzolni engedte. Bazille-nak a Louvre egyik Peter Paul Rubens képét kellett lemásolnia. A következő héten Monet-val Chailly-be utaztak festeni. Április 22-én így írt anyjánakː „barátommal, a Le Havre-i Monet-val voltam, aki elég jól fest tájképeket. A tanácsai sokat segítettek.” Ettől kezdve rendszeresen festett együtt barátaival, többek között Fontainebleau-ben, amelynek erdejét már híressé tették a barbizoni iskolához tartozó festők. Az ebből az időből fennmaradt Bazille-tanulmány Jean-Baptiste Camille Corot hatását mutatja.
1864 januártól Louis-Emile Villa montpellier-i festővel bérelt műtermet a rue de Vaugirard 115-ben. Tavasszal megbukott az egyetemi vizsgán, és végképp a művészéletet választotta. Ebben az évben bezárt Gleyre műterme, és méric-i nyaralásán Bazille megfestette első olyan képét, a A rózsaszín ruhát, amelyen megjelenik saját stílusa.
Bazille kényelmesen élt Párizsban, különösen festőbarátaihoz képest, hiszen apja havi 300 frankos támogatása révén nem munkájából kellett megélnie. Sokat költött, gyakran adósságba került, de ilyenkor apja kifizette azokat. A mindig jó körülmények között élő Bazille nagylelkűen kisegítette barátait szükség esetén, különösen gyakran Monet-t. Sűrű társadalmi életet élt, bemutatták Gustave Courbet-nak, ő pedig Jean-Baptiste Camille Corot-val ismertette meg. Személyes kapcsolatba került Paul Cezanne-nal, Camille Pissarróval és Armand Guillauminnal. Találkozott Édouard Manet-val és James McNeill Whistlerrel. A festők mellett megismerkedett több zeneszerzővel, irodalmárral, köztük Émile Zolával.

### Bazille és Monet
Bazille és Monet annak ellenére jó barátságban voltak, hogy társadalmi helyzetük nagyban különbözött. Monet sokat nélkülözött, nehezen élt meg művészetéből, ezért Bazille rendszeresen támogatta őt anyagilag, vásznat és festéket vett neki, valamint vásárlókat próbált keríteni képeinek. Monet ezt azzal hálálta meg, hogy együttes festéseiken technikai tanácsokkal, útmutatással látta el társát, sőt a Villával együtt használt műterem bérleti szerződésének felmondása után Bazille egy ideig az ő stúdiójában festett. Habár Bazille nagylelkűsége határtalan volt, anyagi forrásai nem, hiszen apja támogatásából élt; levelezésük alapján Monet ezt nem mindig értette meg. Kapcsolatuk emiatt olykor megromlott, de nem ért véget, 1868-ban Bazille lett Monet fia, Jean keresztapja.
Bazille és Monet festészeti elképzelései egy pontban bizonyosan különböztekː előbbi, barátjával szemben, nem festett sorozat-tájképeket, pusztán azért, hogy a fény változását ábrázolja. Egy 1868-as levele szerint az ő célja az volt, hogy minden egyes tárgya súlyát és tömegét, „ne csak megjelenését” örökítse meg. Míg Monet úgy látta, hogy a fény újabb és újabb változata leplezi le tárgyának formáját, addig Bazille az állandó és erős fénytől várta ugyanezt. Míg Monet és több más impresszionista Normandia gyakran változó égboltja révén bukkant rá a megfelelően változó fényre, addig Bazille Dél-Franciaország állandón kék egét és aranysárga napját választotta. A zord párizsi időkben műteremben dolgozott, így készült a Zongorázó fiatal lány, amelyet az 1866-os hivatalos tárlat, a Salon bírálói visszautasítottak.

### Rövid karrier
A haláláig hátralévő nagyjából négy évben Bazille szorgalmasan dolgozott, tájképeket, portrékat, csendéleteket és zsánerképeket egyaránt festett. Több mint nyolcvan festménye maradt fenn, ezek kétharmada közgyűjteményben, egyharmada magánkollekcióban van. Mivel Bazille több képe elveszett, elképzelhető, hogy még felbukkan közülük néhány. Legtöbb alkotása a montpellier-i Fabre Museum tulajdonában van, a második leggazdagabb Bazille-kollekciója a párizsi Musée d’Orsay-nak van.
Ismert még mintegy harminc rajza, köztük néhány olyan, amely Gleyre műtermében készült. A többi általában nagyobb munkák vázlatai. Hagyatékában vannak még vízfestékkel, gouache-sal és krétával készült alkotások is. Mivel Bazille csak ritkán írta alá és dátumozta műveit, elképzelhető, hogy még vannak lappangó rajzai is.

## Halála
1870. július 19-én kitört a porosz–francia háború, és augusztus 21-én Bazille, aki harcolni akart hazájáért, bevonult az algériai zuávokhoz. Nem tudni, hogy mikor érkezett vissza Algériából Franciaországba, de október 22-én már Besançonban volt, ahol a francia hadsereg összevonta erőit. Bazille-t tisztté nevezték ki. Október 30-án arról panaszkodott szüleinek, hogy szóbeszédeket hallani a közelgő fegyvernyugvásról, és kénytelen lesz úgy hazamenni, hogy egyetlen komolyabb összecsapást sem látott.
A háború azonban nem ért véget, a poroszok folytatták az előrenyomulást. November 28-án Bazille ezredét Beaune-la-Rolande-hoz vezényelték, amelyet a németek megszálltak. Az egyik délutáni rohamban Bazille lövedéket kapott a karjába és a hasába. Az elesett festő holttestét apja kísérte haza Montpellier-be, ahol december 15-én temették el a protestáns sírkertben.

## Alkotásai

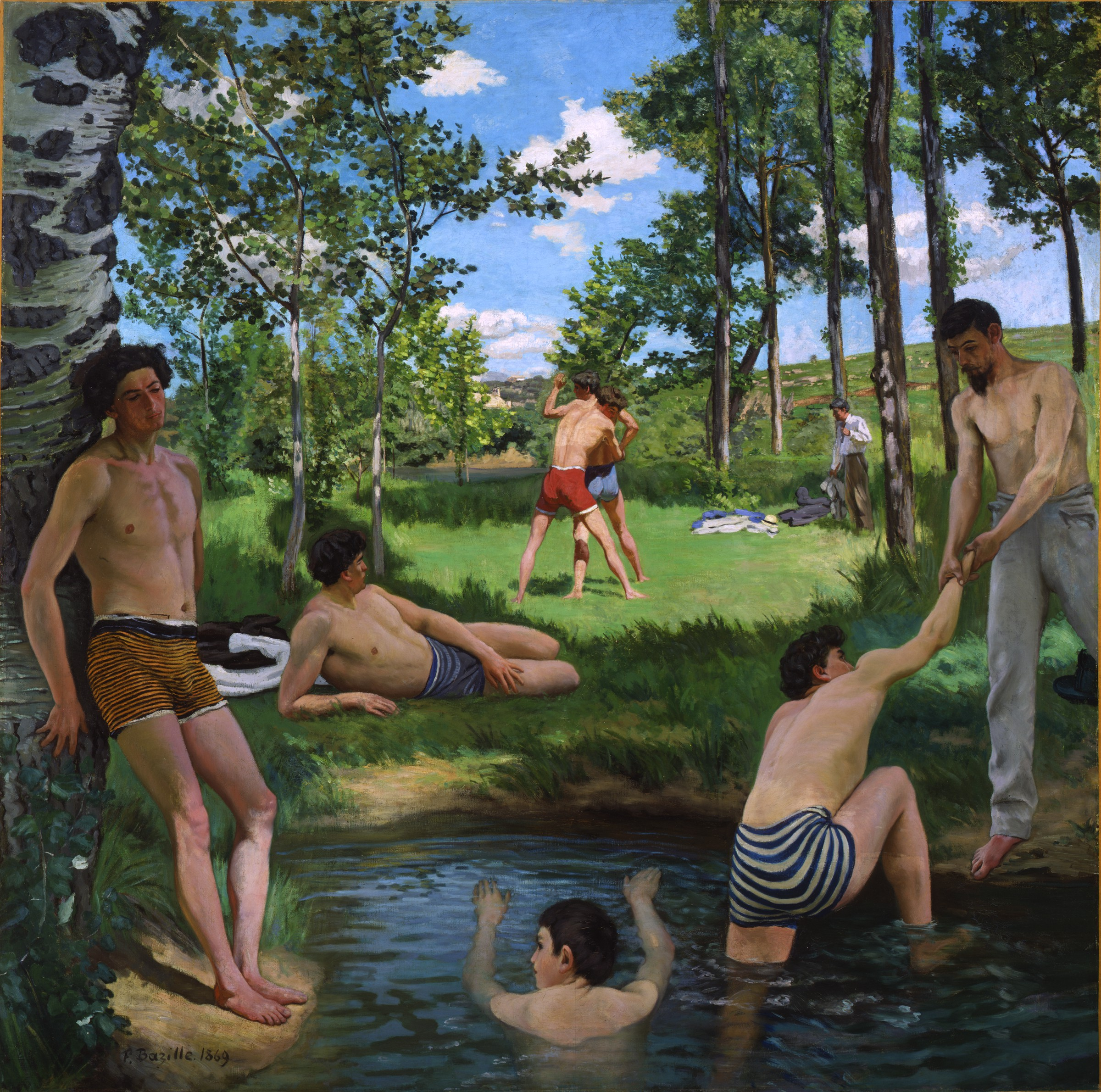
Nyári jelenet
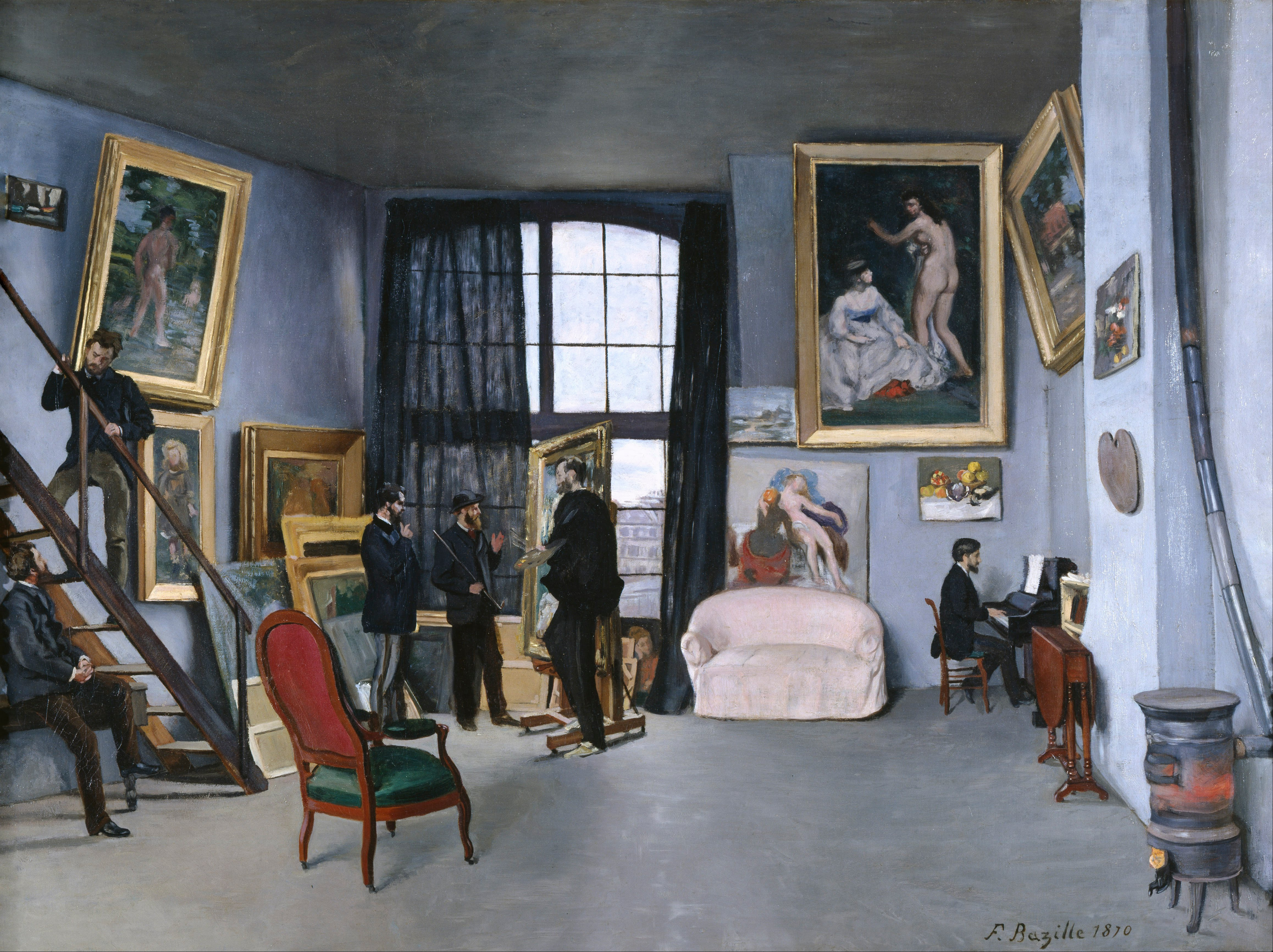
Bazille műterme
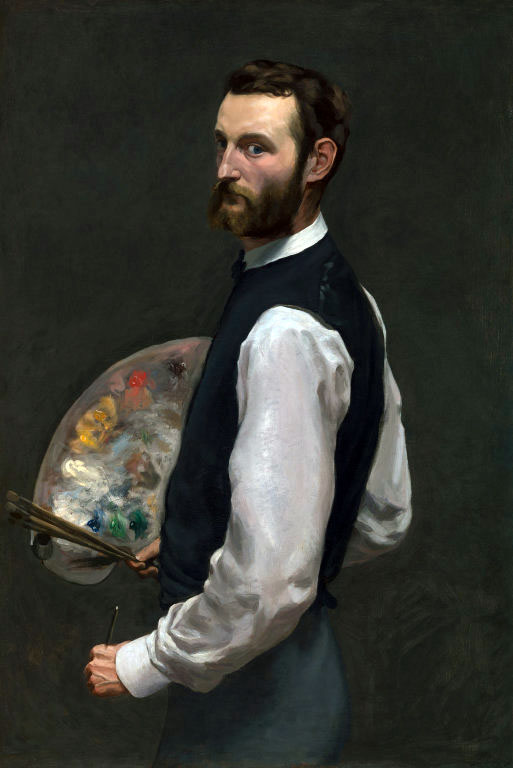
Önarckép
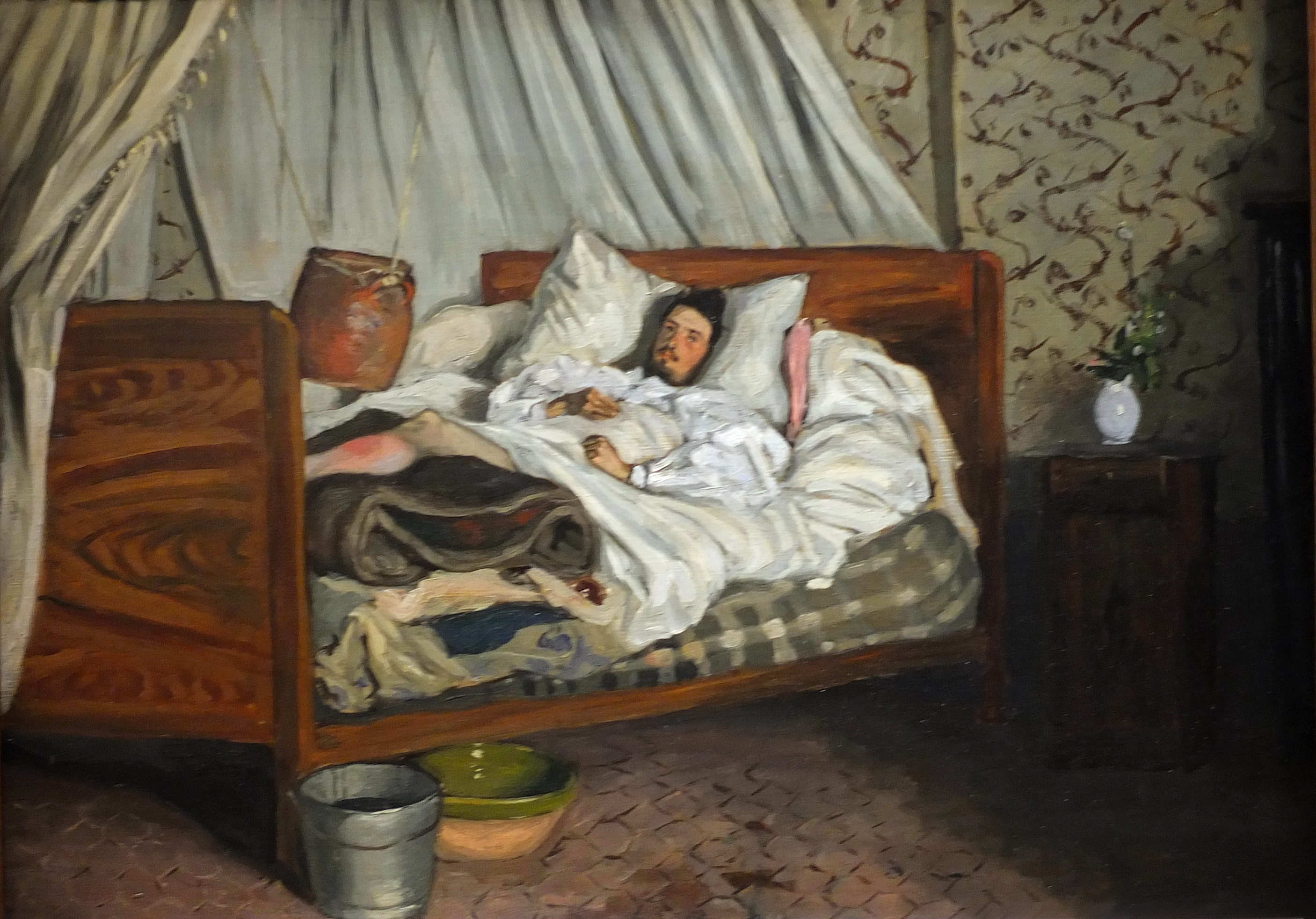
Monet betegágya
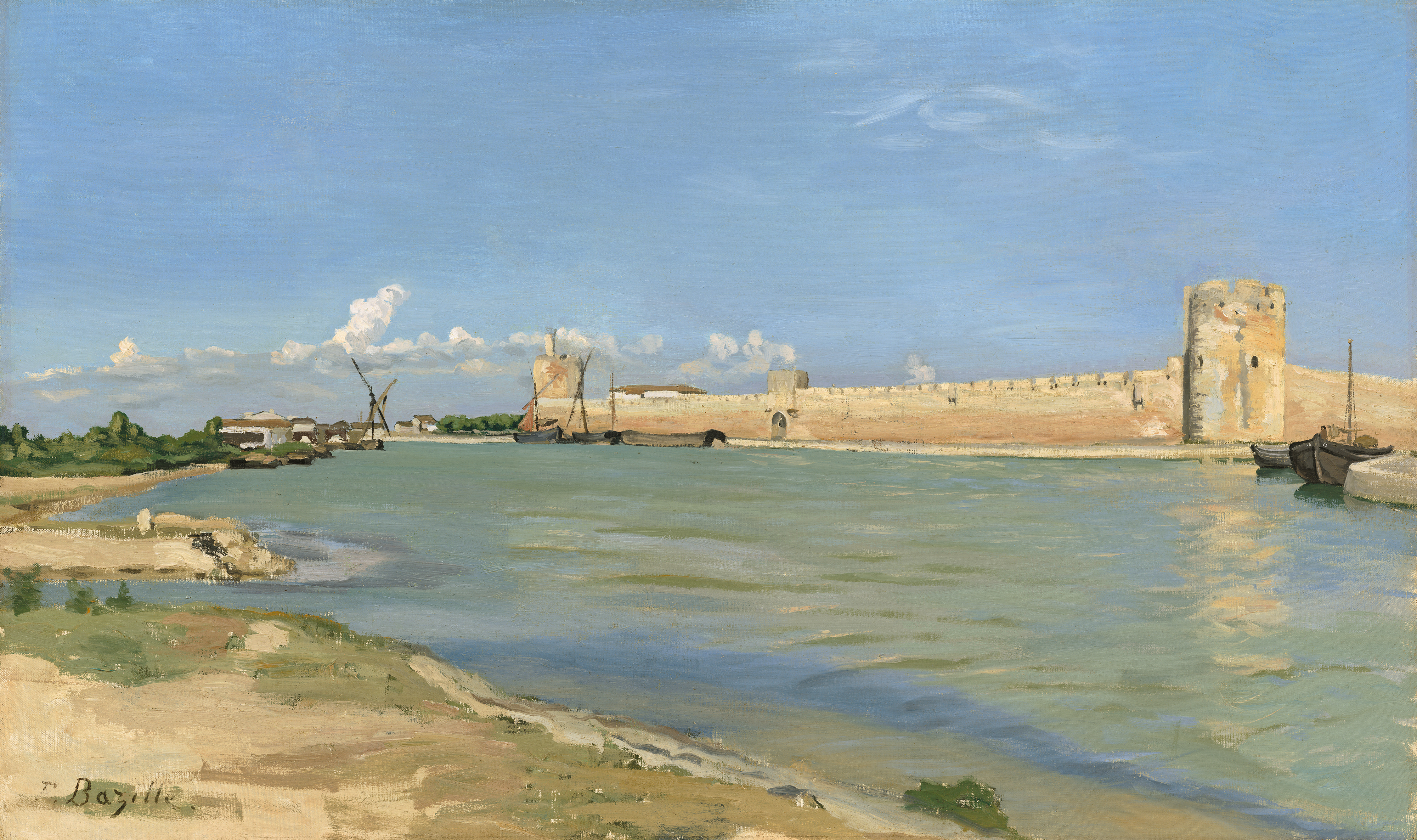
Aigues-Mortes erődje